# European Top 100 Albums
European Top 100 Albums là tên gọi bảng xếp hạng album dành cho khu vực châu Âu theo kiểu Billboard 200 của Mỹ. Bảng xếp hạng này được phát hành bởi tạp chí âm nhạc Billboard, chính thức ra mắt lần đầu tiên vào tháng 3 năm 1984, ngừng phát hành từ tháng 12 năm 2010.
European Top 100 Albums thường được gọi là "Eurochart Top 100 Albums", phản ánh doanh số đĩa và download kỹ thuật số tiêu thụ được tại 19 nước Châu Âu của các album, dựa trên dữ liệu được cung cấp từ Liên đoàn Công nghiệp ghi âm quốc tế (IFPI).
European Top 100 Albums tính tổng doanh số tiêu thụ (cả bán lẻ và kỹ thuật số) của cả album mới và cũ. Điều này khác với cách tính toán của bảng xếp hạng Billboard 200: để đạt tiêu chuẩn lọt vào Billboard 200, album phải trong thời hạn 18 tháng kể từ ngày phát hành. Các album ra mắt được hơn 18 tháng sẽ có mặt trong bảng xếp hạng Catalog Albums. (Sau này, Billboard đã xem xét lại tiêu chuẩn này và cho phép cả các album cũ có mặt trong bảng xếp hạng Billboard 200, vì sẽ giúp phản ánh toàn diện các album đang có lượng tiêu thụ mạnh.)
Bảng xếp hạng được cập nhật theo đúng các quy tắc của bảng xếp hạng Billboard 200: theo dõi doanh số bán album hàng tuần bắt đầu từ ngày thứ Hai và kết thúc vào ngày Chủ nhật. Vị trí xếp hạng mới của các album sẽ được công bố vào thứ Năm tuần tiếp theo, với số phát hành trên danh nghĩa là ngày thứ Bảy tiếp đó.
Vị trí quán quân đầu tiên trên European Top 100 Albums thuộc về album Thriller của Michael Jackson. Số ra cuối cùng của bảng xếp hạng này là ngày 11 tháng 12 năm 2010, cùng với đó là tin Billboard đóng cửa văn phòng chi nhánh của mình tại Luân Đôn. Album có nhiều tuần đứng đầu bảng xếp hạng nhất là True Blue của Madonna (34 tuần). Album quán quân cuối cùng là Progress của Take That.